# Så blev jag bisexuell av mitt kaffe
Så blev jag bisexuell av mitt kaffe är en svensk kortfilm från 2003, regisserad av Anders Rune, filmmanus av Anders Rune.
Kortfilmen baseras på en sann historia om en mentalskötare och en patient som ses dagligen i patientens hem. Manusförfattaren Anders Rune jobbar själv som mentalskötare.